# Barislovci
Barislovci so sklenjeno, deloma enovrstno ravninsko podeželjsko naselje na jugovzhodnem delu Dravskega polja, na levem bregu potoka Polskava, pod Dravinjskimi goricami. Na jugovzhodnem delu se naselje zrašča so sosednjimi Selami.

## Opis
Naselje obdajajo njive, južno od Polskave, okrog Strmca (291 m.n.m.) pa je sklenjen gozd. Na severu je v bližini Dražencev velika perutninska farma Perutnine Ptuj. Podružnična cerkev sv. Družine je bila zgrajena leta 1904.

## Zgodovina
Sam nastanek naselja najverjetneje sega v 10. stoletje, po dosedaj znanih podatkih se Barislovci prvič omenjajo v pisnih virih leta 1207, ko je štajerski vojvoda Leopold VI. Babenberžan (1195 – 1230) vas skupaj s sosednjo vasjo 
Sela podaril žičkemu samostanu. V viru se omenjajo z naslednjimi besedami: »Da pa red (kartuzijani, op.a) ne bode trpel pomanjkanja, doda k temu še iz svojih posestev večjo vas Barislovci pred Ptujem [»ante Betouium scilicet villam unam maiorem nomine Brizlausdorf«], katera se je za časa Rudolfa iz Roža razdelila v dve županiji [»que tempore Rudolfi de Rase in duas supanias divisa est«],«. Barislovci so bili leta 1535 vurberška last. Za naselje so bile značilne hiše v gruči ali na vogel, zgradbe so bile včasih krite s slamo, ki je bila značilna zlasti za gospodarska poslopja. V naselju je veliko vodnjakov s pitno vodo.
Danes so Barislovci del krajevne skupnosti Sela, ki spada v občino Videm.

## Kmetijstvo in gospodarstvo
Na vlažnih tleh ob Polskavi so prevladovali travniki, zato je bila pomembna kmetijska panoga živinoreja, ki jo še danes opravljajo na razmeroma velikih kmetijah. V kmetijstvu so odtlej vpeljali nove kulture, pomemben je krompir, zaradi kaparja pa je po drugi svetovni vojni doživelo veliko škodo sadjarstvo. Po drugi svetovni vojni so se ljudje veliko zaposlovali v tovarni glinice in aluminija v bližnjem Kidričevem in na Ptuju.

## Sakralni objekti
Podružnična cerkev sv. Družine v Barislovcih je bila zgrajena leta 1904, vendar jo pri verskih obredih obiskujejo tudi prebivalci sosednje (in večje) vasi Sela, s katerimi se spajajo Barislovci.

## Prometne povezave
Najbolji dostop je s Ptuja, po cesti Ptuj - Dolena, ali po lokalnih cestah od Kidričevega.